# Sipán (Perù)

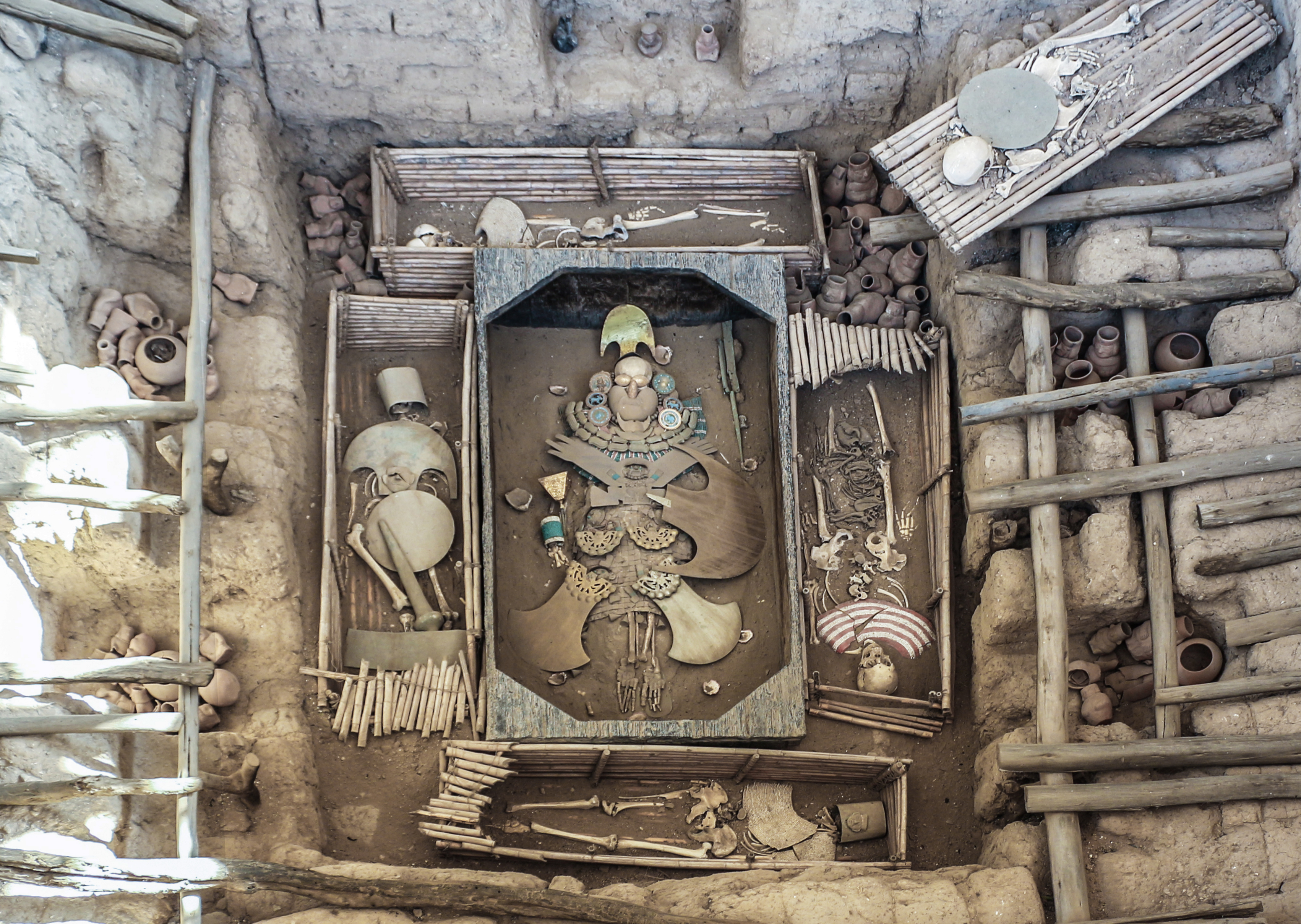
Signore di Sipán, manufatti originali nel Museo delle Tombe Reali di Sipán, Lambayeque, Perù

Sipán è un sito archeologico moche nel Perù settentrionale, nella valle di Lambayeque, formato da un insieme di piramidi o huacas, conosciuto anche con il nome di Huaca Rajada. È famoso per le sue tombe reali, tra le quali quella celeberrima del Signore di Sipán (in spagnolo Señor de Sipán), portata alla luce da Walter Alva e sua moglie Susana Meneses a cominciare dal 1987. La città di Sipán risale al 50-700 d.C., la stessa epoca del Periodo moche.

## Ubicazione
Sipán è un villaggio di approssimativamente 1.500 abitanti, ubicato nella parte centrale della valle del fiume Lambayeque, nel distretto di Saña della provincia di Chiclayo, regione di Lambayeque. È situato a 35 km a sudest di Chiclayo.
Il sito archeologico propriamente detto si trova nei dintorni del villaggio: si tratta di un complesso di tre piramidi tronche o huacas fatte di adobe, tradizionalmente denominato Huaca Rajada. Due di esse sono di grandi proporzioni e l'altra, più piccola, ha l'aspetto di una piattaforma bassa; in quest'ultima furono rinvenute le tombe reali di Sipán.

## Huaca Rajada

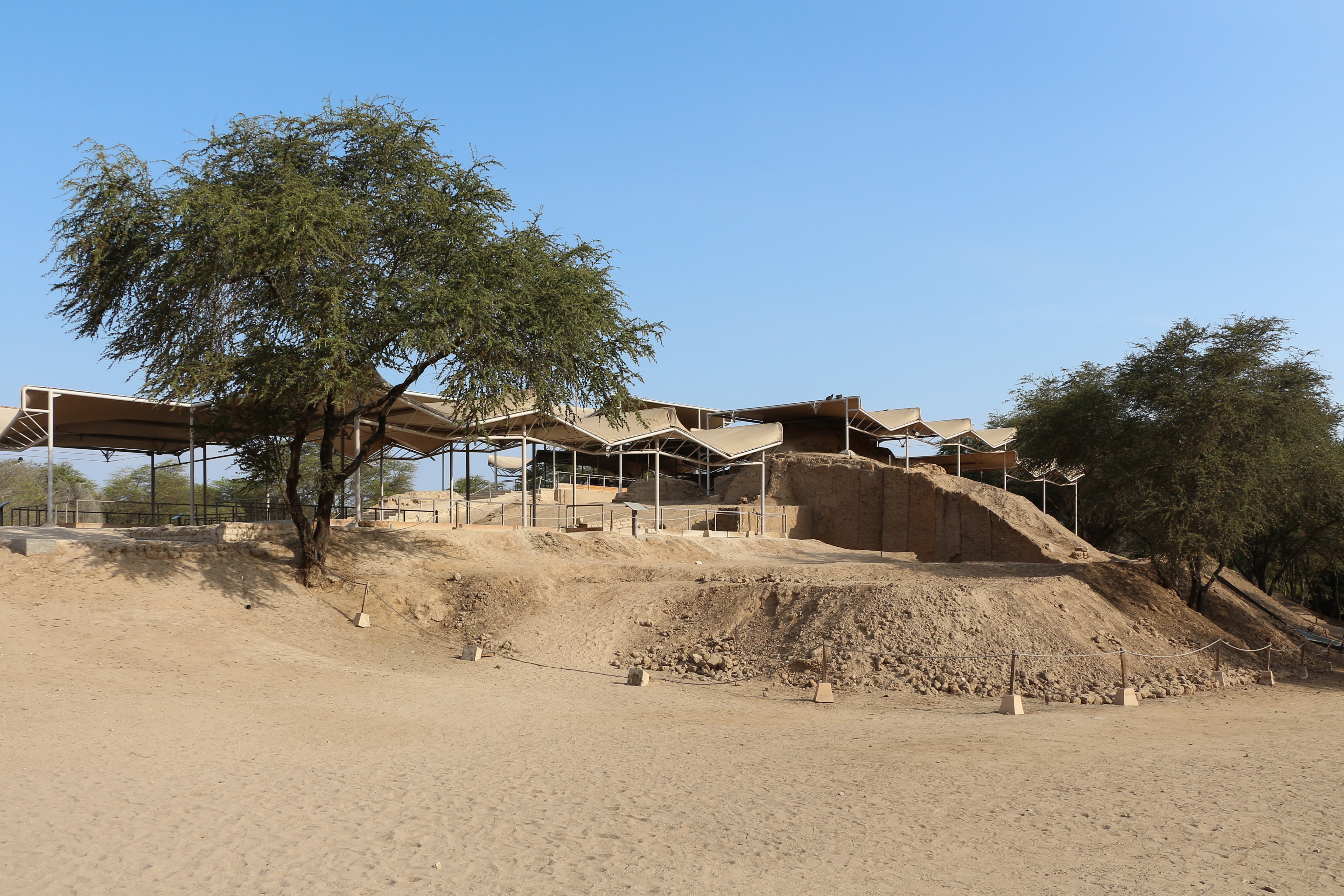
Sito di Huaca Rajada

Le huacas di Huaca Rajada furono costruite dalla cultura moche e da altre culture sudamericane come monumenti. Il monumento della Huaca Rajada consiste, come detto nella sezione precedente, di due piramidi tronche e di una piattaforma. La piattaforma e una delle piramidi furono costruite prima del 300 d.C. dai Moche; la seconda piramide fu costruita intorno al 700 d.C. da una cultura successiva. Costruiti in adobe, questi edifici hanno subito nel tempo una notevole erosione, che potrebbe essere stata esacerbata dai successivi eventi climatici legati a El Niño. Molte huacas inoltre furono saccheggiate dagli Spagnoli durante e dopo la loro conquista dell'impero Inca; come si dirà più avanti, il saccheggio delle tombe continua ancora oggi a essere un problema in molte località.

## Significato

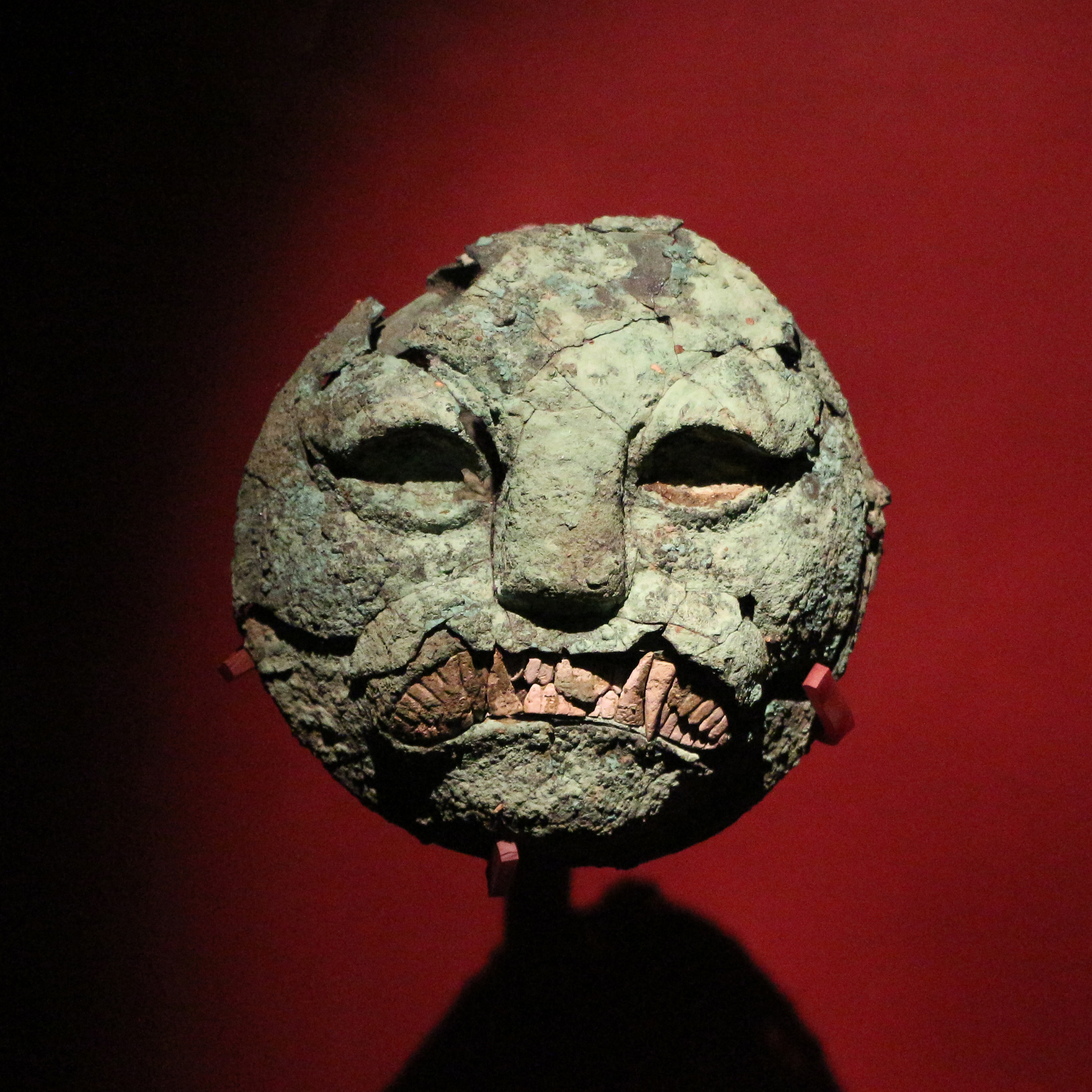
Maschera funebre, Museo del Sito di Huaca Rajada

Le tombe reali di Sipán furono scoperte e portate alla luce nel 1987-1990, una scoperta quindi abbastanza recente, che è considerata di grande rilevanza dal punto di vista archeologico. Anche se molte delle tombe furono saccheggiate, tuttavia i manufatti recuperati dagli archeologi forniscono importanti elementi per la comprensione della tradizione e della storia moche, specie per quel che riguarda il ruolo dei loro sovrani. Per questi ultimi, l'esempio più famoso è il Signore di Sipán, la cui tomba, come già accennato, fu trovata insieme ad altre nel vicino complesso della Huaca Rajada. Vi sono invece pochissimi studi sui cittadini comuni di Sipán, tuttavia è ben noto che essi pagavano una tassa attraverso il lavoro per la costruzione delle piattaforme di sepoltura dei loro signori. Queste piattaforme e le altre strutture sono fatte spesso con mattoni di adobe marcati che servivano appunto a tenere traccia del lavoro svolto per pagare le tasse. Oltre alla prestazione di lavoro per i signori locali, pochissimo si sa sui cittadini comuni moche.
Le tombe di Sipán permisero agli archeologi e antropologi di acquisire una migliore comprensione della cerimonia sacrificale dei sovrani di Sipán che era stata illustrata su murali, ceramiche e altri oggetti decorativi. Le cerimonie sacrificali erano spesso rappresentate con i prigionieri destinati al sacrificio posti tra dei o re. Le tombe di Sipán dimostrarono che i sovrani prendevano effettivamente parte alle cerimonie sacrificali, in quanto tra i manufatti ritrovati al loro interno figuravano ornamenti e acconciature che corrispondevano alle illustrazioni delle cerimonie, insieme a grandi coltelli e strumenti che sarebbero stati usati per gli spagimenti di sangue e le decapitazioni rituali.

## Saccheggio

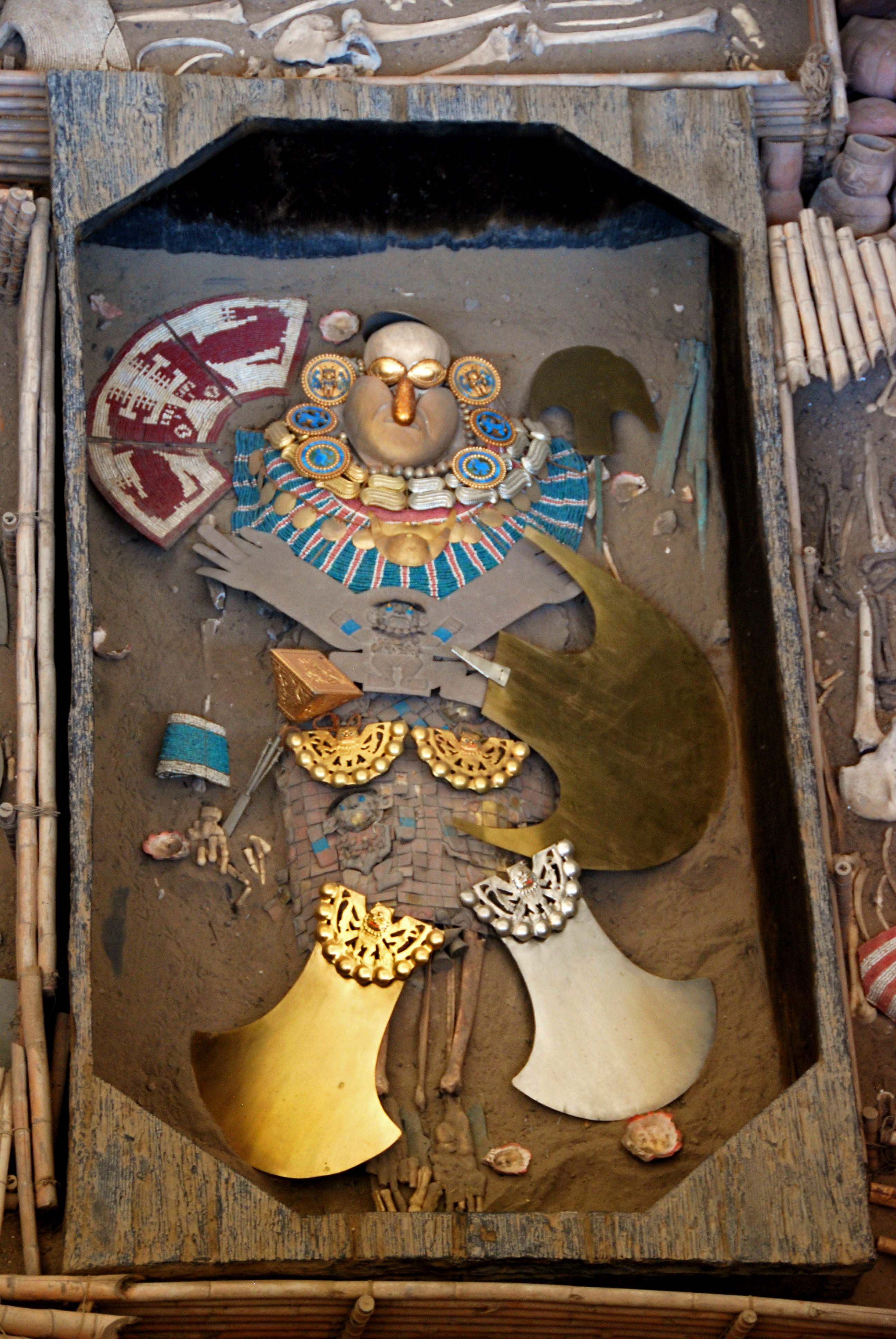
Ricostruzione della tomba del Signore di Sipán, Huaca Rajada

Nel febbraio 1987, un uomo di nome Ernil Bernal guidò una banda di huaqueros (saccheggiatori di tombe) che scavarono una galleria in una delle piramidi ubicate a Huaca Rajada. Durante le notti successive, presero un gran numero di preziosi oggetti di metallo, distruggendo contemporaneamente centinaia di ceramiche e di resti umani. Innumerevoli manufatti andarono perduti, venduti per profitto a collezioni private sul mercato nero. Alva arrivò con la polizia uno o più giorni dopo, dopo che una maschera straordinariamente ornata era stata confiscata da un deposito segreto degli huaqueros e presentata al ricercatore. Ci sono molti racconti degli eventi che ebbero luogo all'arrivo di Alva e della polizia, tuttavia è chiaro essi riuscirono ad allontanare gli huaqueros dal sito, a erigere recinzioni intorno alle tombe e a cominciare gli scavi. Dopodiché Alva e la sua squadra disseppellirono altre 12 tombe, mentre gli abitanti del villaggio e gli huaqueros tiravano loro pietre e li provocavano nel tentativo di far uscire i ricercatori dal sito e di poter continuare il saccheggio. Gli abitanti del villaggio, tuttavia, non ebbero successo, poiché Alva completò il suo lavoro che divenne il fondamento delle "Tombe Reali di Sipán" discusse sotto.

## Metallurgia

Maschera moche, Museo delle Tombe Reali di Sipán, Lambayeque, Perù

Durante gli scavi del 1987–1990, fu recuperaro uno spettacolare tesoro di manufatti ornamentali e cerimoniali d'oro e d'argento, risalenti al 50-300 d.C. Questi oggetti dimostrano l'eccezionale maestria dei metallurgisti moche attraverso l'uso di elaborate e avanzate tecniche metallurgiche. I fabbri moche facevano questi manufatti da sottili fogli di leghe di rame, usando processi elettrochimici per purificare strati estremamente sottili (0,5–2,0 µm) di rivestimento d'oro o d'argento.
Per fare i manufatti, lingotti di rame venivano ridotti in fogli di metallo a colpi di martello e foggiati nella forma desiderata (ad es. una maschera). Benché il metodo esatto per aggiungere la pellicola d'oro all'esterno non sia noto, una teoria ben accettata è che l'oro veniva probabilmente sciolto in soluzioni acquose di composto corrosivi recuperati nei deserti peruviani settentrionali e portati a un basso punto di ebollizione, dopo il quale il foglio di rame era bagnato nella soluzione dando come risultato la reazione:
2Au3+ + 3Cu ⇌ 2Au0 + 3Cu2+
in tal modo sciogliendo il rame e depositando l'oro sulla superficie del metallo. Il foglio è poi riscaldato tra 500 e 800oC, permettendo alla pellicola d'oro di legarsi permanentemente alla superficie. Queste pellicole d'oro non erano di oro puro, ma si è scoperto che erano soluzioni oro-rame-argento (es. Cu28Au2Ag).
Alcuni dei manufatti d'argento (vale a dire le collane a forma di testa fatte individualmente, circa 4,0 cm per 5,1 cm) erano formati alternando tra il martellamento e la ricottura della lega rame-argento (Cu18Ag1Au) dando come risultato ossido di rame che si forma lungo la superficie che può essere rimosso usando un acido (succhi di piante) o una base (urina stantia che si è trasformata in ammoniaca). Dopo molte ripetizioni, il rame sarà impoverito, dando come risultato l'apparizione di argento puro (in effetti l'argento costituisce solo il 18% della superficie). Si crede che altri manufatti d'argento sia stati fatti grosso modo nella stessa maniera, ma contengono ben il 90% di argento sulla superficie
Esempi di metallurgia trovati a Sipán includono le summenzionate collane a forma di testa, collane a forma di arachide, cinghie per bare, manici di ventagli, punte di lancia, una bandiera placcata in rame, coltelli cerimoniali, acconciature d'oro, oranmenti d'oro e d'argento per naso e orecchio, scettri, una collana fatta di 10 collane a ragnatela (corpi di ragni con facce umane seduti su fili d'oro), un animale di rame dorato (probabilmente volpe o cane), tra gli altri. La grande maggioranza di queste opere erano poste in tombe riccamente decorate, indicando sia il loro valore elevato presso i capi di Sipán e il bisogno frequente di artigiani per continuare a fare nuovi manufatti quando quelli nuovi venivano sepolti.

## Musei contenenti manufatti di Sipán

### Museo delle Tombe Reali di Sipán

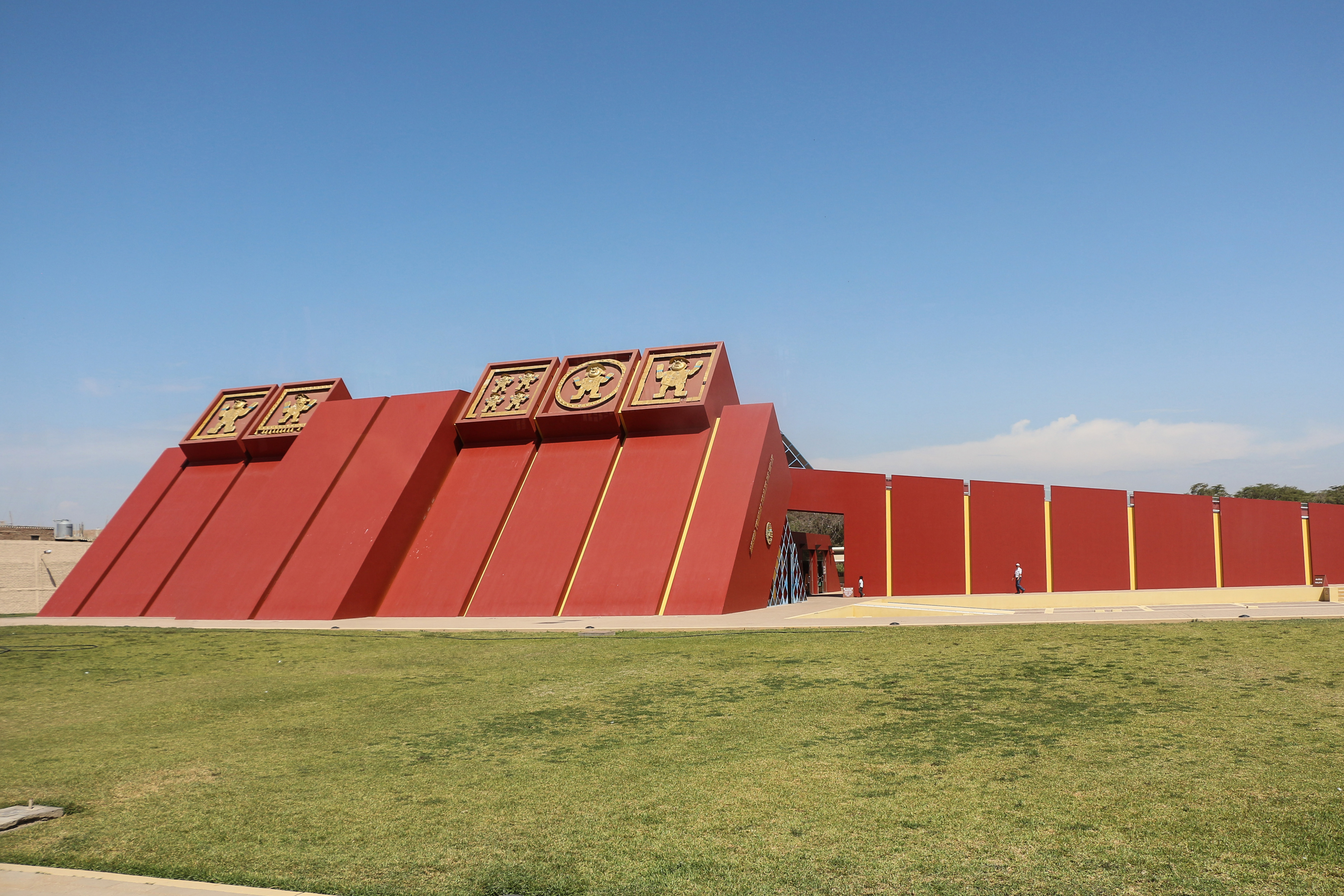
Museo delle Tombe Reali di Sipán

- Il Museo delle Tombe Reali di Sipán (Museo Tumbas Reales de Sipán) è localizzato a Lambayeque e fu aperto nel 2002. Esso si concentra specificamente sulla tomba del Signore di Sipán trovata nel 1987, nonché su quelle delle otto persone sacrificate con lui, sul Vecchio Signore di Sipán e sul sacerdote che accompagnava il Signore.[20]
- L'ambientazione del museo richiama volutamente il modo in cui furono condotte le ricerche nel sito: il percorso di visita inizia dal terzo piano e si sposta poi ai livelli inferiori seguendo l'ordine degli scavi delle tombe.[20]
- La riproduzione della tomba è completa con le esatte strutture della tomba del Signore di Sipán, incluso tutto l'ornamento per il corpo di metalli preziosi, gioielli, ceramiche, intagli di legno e altri oggetti funerari.[20]

## Altre località moche della zona
Pampa Grande è ubicata circa 10 km a est di Sipán lungo la valle del fiume Chancay.
Chiclayo è ubicata circa 29 km a ovest di Sipán.
Lambayeque è ubicata circa 40 km a ovest-nordovest di Sipán.
Pacatnamu è ubicata circa 58 km a sud di Sipán.